# 小鳥遊書房
株式会社小鳥遊書房（たかなししょぼう）は、日本の出版社。英米文学の研究書を中心に文学、歴史、芸術（演劇、映画）関連の書籍を刊行する。
彩流社の編集者であった高梨治と林田こずえにより2018年に設立。扱う書籍の分野は英米文学の研究書とその関連に絞られている。英米文学を専攻する大学の研究者との交流も多く、学会で発表した研究者に小鳥遊書房側から出版を提案したり、逆に研究者側が小鳥遊書房に企画を持ち込んだりすることもあるという。

## 沿革
- 2018年6月14日 - 設立[1]
- 同年12月 - 刊行事業開始[2]
- 戦後75周年として『「屍の町」太田洋子原爆作品集』を企画し、2020年8月15日に発行する[4][注 1]。
- 『日系カナダ人の移動と運動　知られざる日本人の越境生活史』（和泉真澄、2020）が、2021年度国際カナダ研究カウンシルのPierre Savard賞の外国語出版賞を受賞[5]。
- 『パッセンジャー』（リサ・ラッツ／杉山直子・訳、2021）が、第８回日本翻訳大賞最終候補作に選ばれる[6]。
- 『アヴァンギャルド・ヘミンングウェイ　パリ前衛の刻印』（小笠原亜衣、2021）が、第7回日本アメリカ文学会賞を受賞する[7]。
- 『SFする思考　荒巻義雄評論集成』（荒巻義雄、2022）が、第43回日本SF大賞を受賞する[8]。
- 『遊園地と都市文学　アメリカン・メトロポリスのモダニティ』（坪野圭介、2024）が、第30回アメリカ学会 清水博賞を受賞する。